# Lavalette (Aude)
Lavalette è un comune francese di 1 341 abitanti situato nel dipartimento dell'Aude nella regione dell'Occitania.

## Società

### Evoluzione demografica
Abitanti censiti